# 28 dana (2000.)
28 dana (eng. 28 Days) je američka drama iz 2000. godine, u kojoj glumi Sandra Bullock. Ona tumači lik Gwen Cummings, lik novinarske kolumnistice koja je primorana proći rehabilitaciju kojom bi riješila svoj problem ovisnosti o alkoholu. Sandra Bullock je, pripremajući se za svoju ulogu u ovom filmu, provela nekoliko dana u rehabilitacijskoj ustanovi Sierra Tucson. Kantautor Loudon Wainwright III je napisao i izveo četiri pjesme za film.
Zbog svoje tematike i činjenice da duboko zalazi u problem ovisnosti o alkoholu, film se redovno prikazuje u javnim američkim školama, pod predavanjima koja obrađuju zdravlje čovjeka.  

## Radnja
Nakon što, na dan sestrinog vjenčanja, u alkoholiziranom stanju uzrokuje prometnu nesreću, Gwen Cummings je dano da bira između zatvora i rehabilitacijskog centra. Od prethodno spomenutih mogućnosti ona bira rehabilitacijski centar. No, nakon što ondje stigne, ona ekstremno odbija sudjelovati u bilo kojem terapijskom programu kojeg oni imaju u ponudi. Uz to, ona odbija i uopće priznati kako je ovisna o alkoholu, tj. odbija priznati da je alkoholičarka. No, vremenom, nakon što upozna neke od pacijenata, Gwen postupno počinje preispitivati svoj život, te time dovodi do priznavanja svog ozbiljnog problema. Ona se, naime, sprijateljuje sa sedamnaestogodišnjom Andreom koja se oporavlja od svoje ovisnosti o heroinu i samonanošenju ozljeda. Dok ona pokušava ostati trijezna i suočiti se sa svojom ovisnošću, ostali pacijenti joj pomažu vidjeti sebe u drugome svijetlu. Put do oporavka neće biti lak i uspjeh neće biti zagarantiran ili uopće vjerojatan, no ona sada ima volje pokušati.

## Glavne uloge
- Sandra Bullock kao Gwen Cummings
- Viggo Mortensen kao Eddie Boone
- Dominic West kao Jasper
- Elizabeth Perkins kao Lily Cummings
- Azura Skye kao Andrea
- Steve Buscemi kao Cornell Shaw
- Alan Tudyk kao Gerhardt
- Mike O'Malley kao Oliver
- Marianne Jean-Baptiste kao Roshanda
- Diane Ladd kao Bobbie Jean

## Vanjske poveznice
- 28 dana u internetskoj bazi filmova IMDb-a